# پسچانی (سرزمین آلتای)
پسچانی (به لاتین: Peschany) یک منطقهٔ مسکونی در روسیه است که در سرزمین آلتای واقع شده‌است.